# Héauville
Héauville [eovil] ist eine französische Gemeinde mit 462 Einwohnern (Stand 1. Januar 2022) im Département Manche in der Region Normandie. Sie gehört zum Arrondissement Cherbourg und zum Kanton Les Pieux.

## Lage
Héauville grenzt im Westen an den Ärmelkanal. Nachbargemeinden sind La Hague im Norden, Teurthéville-Hague im Osten, Helleville im Südosten und Siouville-Hague im Südwesten.

## Bevölkerungsentwicklung
| Jahr      | 1962 | 1968 | 1975 | 1982 | 1990 | 1999 | 2008 | 2018 |
| --------- | ---- | ---- | ---- | ---- | ---- | ---- | ---- | ---- |
| Einwohner | 282  | 289  | 291  | 349  | 355  | 373  | 455  | 463  |

## Sehenswürdigkeiten

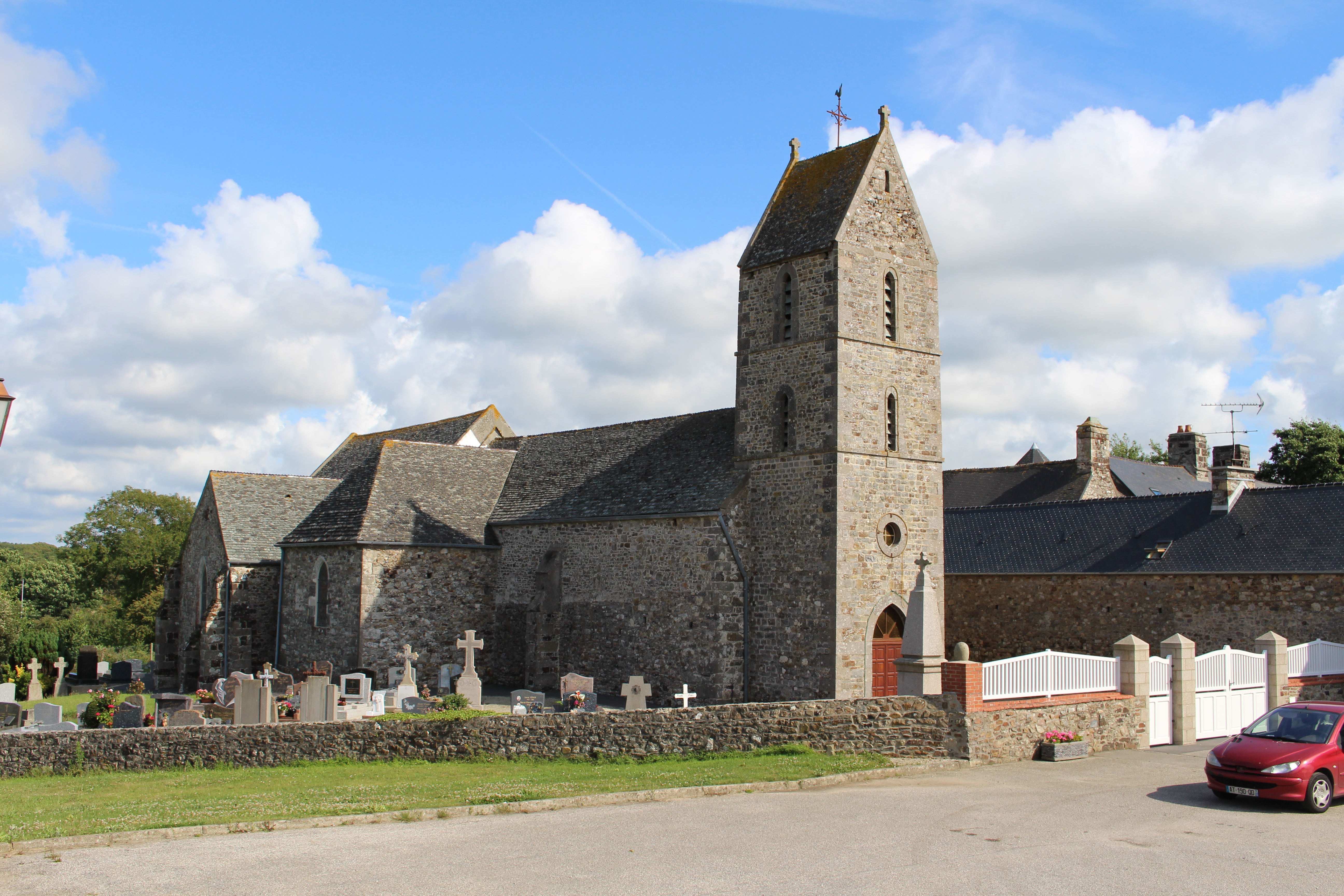
Kirche Saint-Germain

- Kirche Saint-Germain